# 猫山之王
《猫山之王》，是一部2023年马来西亚和韩国合拍的犯罪动作片，由李文昊执导。

## 劇情
電影講述由 Haikal （Yusuf Bahrin飾） 為瑪莎利亞市最大果農商的兒子，被陷害入獄。其父為拯救兒子便与韩国Cheon Ha国际贸易集团的老板Cheon Jin（赵文俊饰）交易，答應讓該集團收購其公司，却在答应Cheon Jin收购自己的公司时被袭击後喪命，并被視為自殺。
Haikal為了查明真相，决定逃獄展開調查，最終將真正的罪犯繩之以法

## 製作
花了兩年時間籌備，电影开镜拍摄于8月11日開始在吉隆坡展開為期一個月的拍攝，製作成本耗資250萬馬幣金甫妍透露，自己其实与李文昊导演认识了颇长时间，而她过去大多扮演美丽淑女的角色，但这次在《猫山之王》里会有不少动作戏，令她感觉到相当兴奋至于郭东赫则感激导演李文昊发掘了他的演技才能，也希望与团队继续一起加油，还大喊：我爱马来西亚！。韩国演员金甫妍在片中饰演女杀手，有多场打斗场面，让她感到新鲜。郭东赫与大马台前幕后工作人员相处融洽，还兴奋说 Our Team Is Fighting（团队加油）！满满的正能量

## 外部連結
- 互联网电影数据库（IMDb）上《猫山之王》的资料（英文）
- 猫山之王的Instagram帳戶